# Kanton Corrèze
Kanton Corrèze (francouzsky Canton de Corrèze) je francouzský kanton v departementu Corrèze v regionu Limousin. Tvoří ho devět obcí.

## Obce kantonu
- Bar
- Chaumeil
- Corrèze
- Eyrein
- Meyrignac-l'Église
- Orliac-de-Bar
- Saint-Augustin
- Sarran
- Vitrac-sur-Montane